# Hans Jacob Rieter

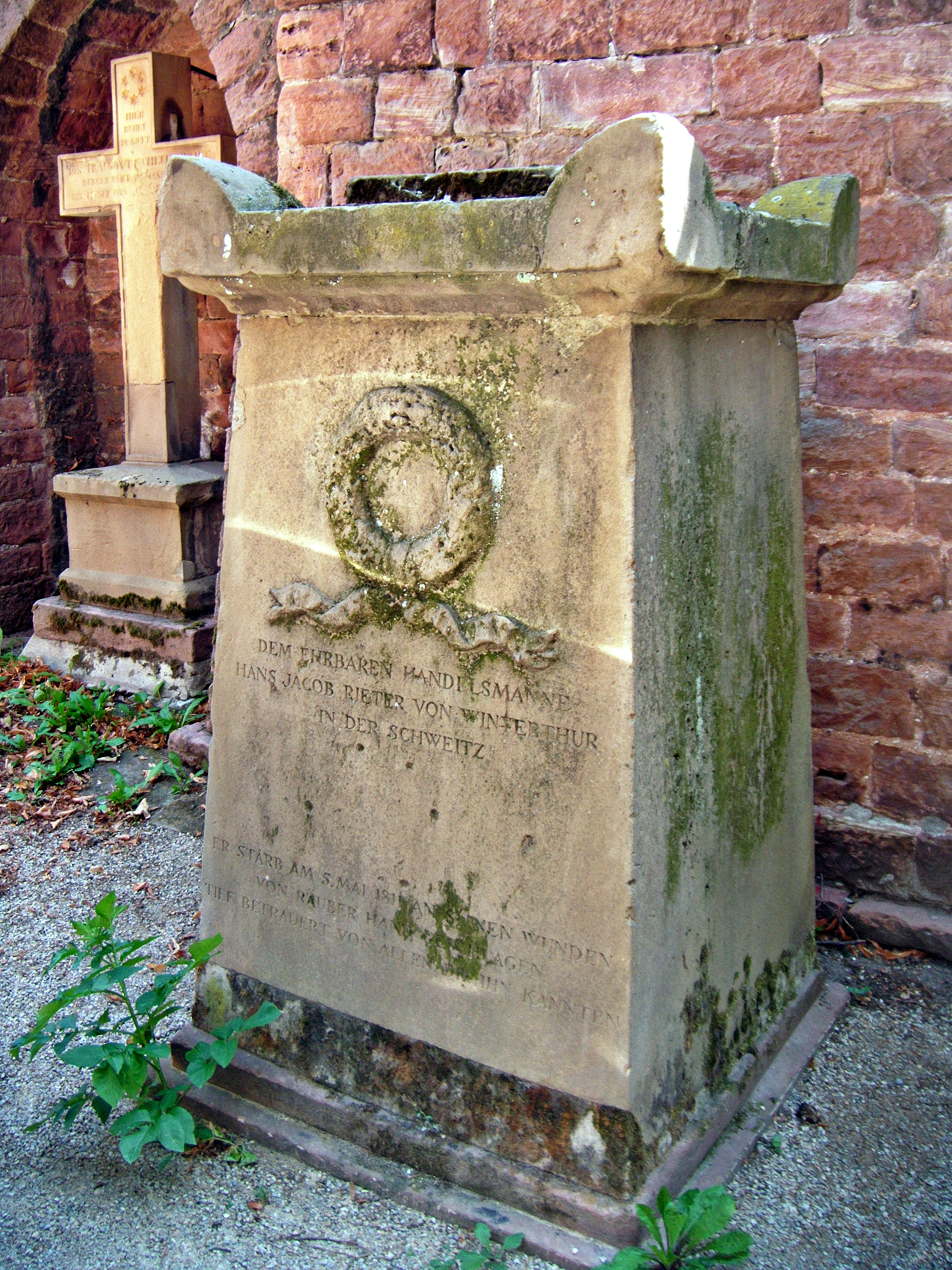
Grabstein in Heidelberg

Hans Jacob Rieter, auch Rieder (* 1766 in Winterthur, Schweiz; † 5. Mai 1811 in Heidelberg) war ein Kaufmann und Mordopfer.

## Leben
Er entstammte der alteingesessenen Kaufmannsfamilie Rieter in Winterthur und war verheiratet mit Anna Katharina geb. Graff, Nichte des Malers Anton Graff.
Hans Jacob Rieter und sein Bruder Bernhard handelten mit bedruckten Textilien. 1796 gründeten sie zusammen mit Bernhard Greuter (1745–1822) die Handelsgesellschaft „Greuter & Rieter“, welche Hans Jacob ab 1805 alleine leitete. Sie entwickelte sich zum bedeutendsten Unternehmen dieser Branche in der Schweiz. Zum Unternehmen gehörten eine Textildruckerei in Islikon und eine Rotfärberei in Frauenfeld.

## Ermordung

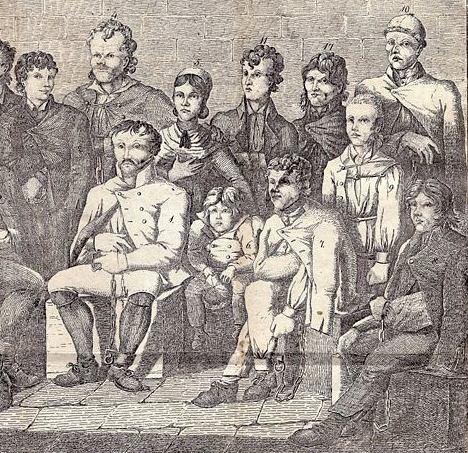
Personen der Hölzerlipsbande. Hinten von links: Andreas Petry (mit Nr. 2; begnadigt), Hölzerlips (daneben mit Nr. 4). Vorn von rechts: Veit Krämer (sitzend mit Nr. 8), Sebastian Lutz (stehend mit Nr. 9; begnadigt) und Mannefriedrich (sitzend mit Nr. 7). Vorn links (sitzend mit Nr. 1) Johann Peter Petri, der wegen alter Taten nach Mainz ausgeliefert wurde.

1811 besuchte Hans Jacob Rieter die Frankfurter Messe. Bei der Rückreise wurden er und sein Mitreisender Rudolf Hanhart aus Zürich, in der Nacht zum 1. Mai, Opfer der sogenannten Hölzerlips-Bande. Diese überfiel kurz nach Mitternacht, auf der Bergstrasse zwischen Laudenbach und Hemsbach, ihre Kutsche. Beteiligt waren an dem Verbrechen Georg Philipp Lang, genannt „Hölzerlips“, Philipp Friedrich Schütz, Spitzname „Mannefriedrich“, Andreas Frank alias „Langer Andres“, Andreas Petry, Sohn des „Schinderhannes“-Komplizen Johann Peter Petri und bekannt als „Köhler Andres“, Veit Krämer sowie Sebastian Lutz aus Neckargerach.
Die Räuber warteten im Strassengraben auf die herannahende Kutsche, Hölzerlips sprang vor die Pferde und hielt das Gefährt an. Der Postillon wurde mit Stockschlägen vom Bock geholt, er musste sich vor die Rösser stellen und sie festhalten. Mit weiteren Prügelschlägen auf die Kutsche weckte man die darin schlafenden Kaufleute Rieter und Hanhart. Erschrocken sprangen sie ins Freie und erhielten sofort mehrere kräftige Hiebe auf den Kopf. Hanhart sank bewusstlos zusammen und man nahm ihm die Taschenuhr sowie das Bargeld ab. Hans Jacob Rieter kam trotz der Prügel gleich wieder zu sich und erhielt von dem „Langen Andres“ heftige Streiche mit einem Buchenknüppel. Im Namen seiner sechs Kinder flehte er um Mitleid und um sein Leben und bot alles an, was er besass. Trotzdem fuhr der Räuber fort, auf ihn einzuschlagen, weshalb Rieter den Knüppel des Angreifers packte und umklammert hielt. Der „Lange Andres“ geriet deshalb so in Rage, dass er mit der linken Hand eine Pistole hervorholte und mit dem Kolben solange auf Kopf und Stirn des Opfers einschlug, bis es den Stock fallen liess. Stöhnend und blutend blieb Hans Jacob Rieter am Boden liegen und die Verbrecher entkamen unbehelligt mit dem Raubgut.

In der gleichen Nacht war ein junger Mann aus Weinheim als Postreiter zwischen diesem Ort und Heppenheim unterwegs. Er hatte in der Dunkelheit Hilferufe gehört und glaubte, es habe sich ein Unglücksfall ereignet. Dann bemerkte er, dass ein Überfall stattfand, weshalb er den Schultheissen Georg Anton Wiegand in Hemsbach alarmierte. Dieser rückte umgehend mit einer Reitergruppe aus. Erst kam ihnen der völlig verstörte Postillon mit der Kutsche entgegen, wenig später die beiden schwer verletzten Schweizer Kaufleute. Man brachte sie in das Wirtshaus des Jakob Wolf nach Hemsbach. Es hiess „Zum grünen Baum“ und war damals das erste Haus des Dorfes, wenn man von Laudenbach kam. Dort erfolgte eine notdürftige Versorgung der Wunden. 

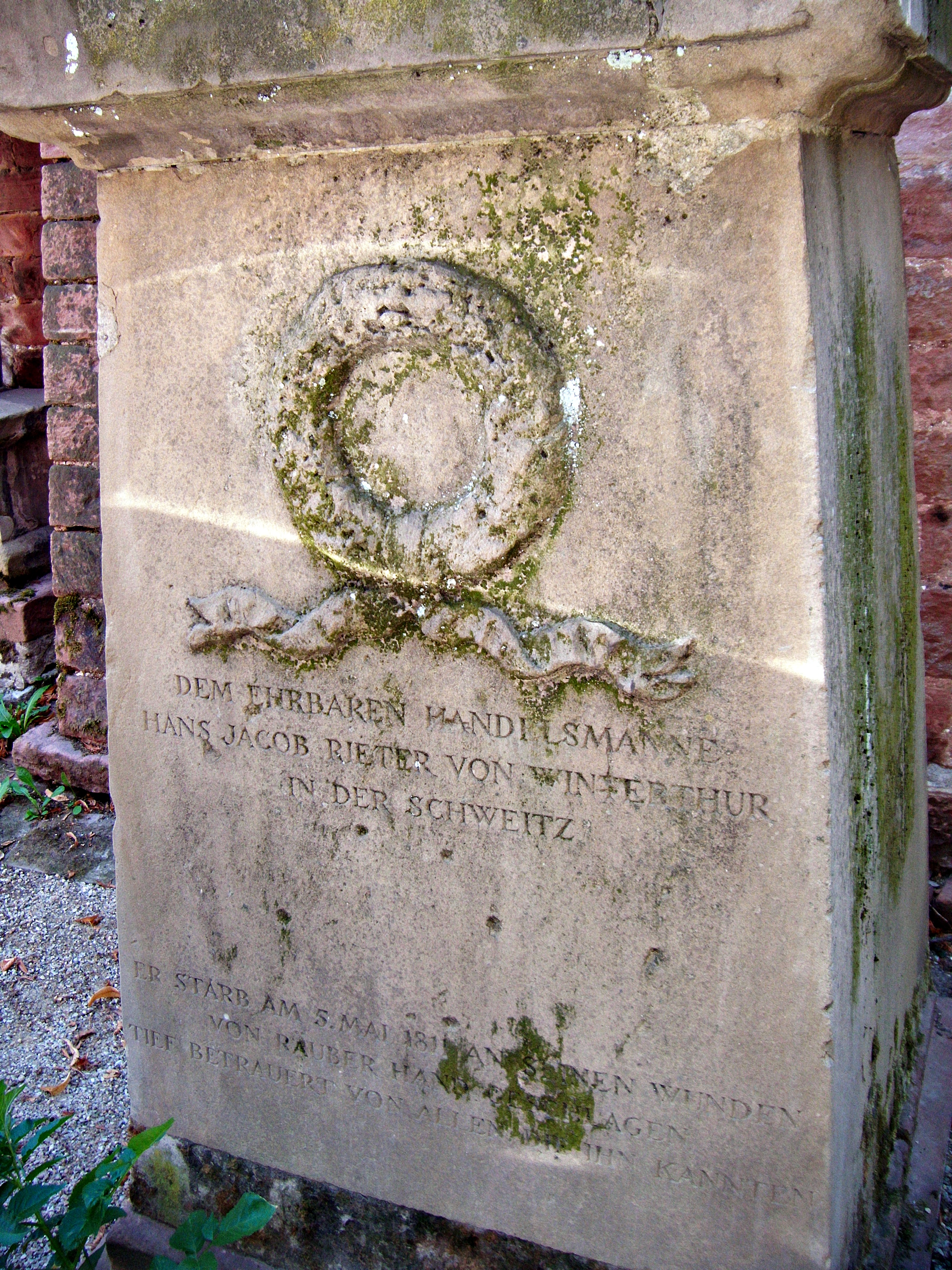
Grabinschrift

Den am schwersten verletzten Hans Jacob Rieter legte man in das katholische Pfarrhaus (Bachgasse 14), wo sich Pfarrer Dr. Johann Adam Reichert um ihn kümmerte. Auf eigenen Wunsch überführte man den Kaufmann ins nahe Heidelberg, zur ärztlichen Behandlung. Dort erlag er am Sonntag, 5. Mai 1811 seinen schweren Kopf- bzw. Hirnverletzungen. Man setzte ihn auf dem Friedhof der protestantischen Peterskirche bei, an der Beerdigung nahmen zahlreiche Studenten aus der Schweiz sowie Handelsleute und Honoratioren der Stadt teil. Bald danach erschien des Verstorbenen Sohn in Heidelberg. Er war dorthin geeilt, um seinen Vater zu pflegen und zu betreuen, traf ihn aber nicht mehr lebend an. Hans Jacob Rieter erhielt einen klassizistischen Grabstein, der bis heute (2015) auf dem alten Friedhof bei der Peterskirche steht und auch an die Ermordung erinnert. Er trägt die Inschrift: „Dem ehrbaren Handelsmanne Hans Jacob Rieter von Winterthur in der Schweitz, er starb am 5. Mai 1811 an seinen Wunden von Räuber Hand geschlagen, tief betrauert von allen die ihn kannten.“

## Nachwirkungen
Schon nach kurzer Zeit waren alle beteiligten Räuber gefangen, ausser dem „Langen Andres“, dessen genaue Identität bis heute ungeklärt ist. Er war etwa 24 Jahre alt, besass rötliche Haare und sprach Vogelsberger Mundart. Der Mann, der Hans Jacob Rieter die tödlichen Verletzungen zugefügt hatte, konnte nie gefasst werden.
Nach Abschluss der Untersuchungen verhängte man am 2. Juni 1812, in Mannheim, vor dem badischen Oberhofgericht (im Mannheimer Schloss), über die restlichen fünf Inhaftierten das Todesurteil, das man am 31. Juli 1812 in Heidelberg durch Enthauptung vollstreckte. Allerdings wurden Andreas Petry („Köhler Andres“) und Sebastian Lutz als Mitläufer, „wegen ihrer Jugend und Unerfahrenheit“, an der Richtstätte zu lebenslänglicher Haft im Zuchthaus Mannheim begnadigt, von wo man sie 1830 bzw. 1831 in Freiheit entliess.
Der Kriminalfall erregte im gesamten deutschsprachigen Raum grosses Aufsehen, weshalb der badische Stadtdirektor Ludwig Pfister in Heidelberg, der auch die Ermittlungen führte, eine ausgedehnte Kampagne gegen Räuber und Landstreicher im Odenwald veranlasste. Hierbei nahm man auch den damals bereits 59 Jahre alten Johann Peter Petri (Vater des begnadigten Andreas Petry) fest. Obwohl dieser hier schon lange als Köhler unter dem Namen „Johannes Wild“ lebte und mit dem aktuellen Überfall nichts zu tun hatte, kamen im Verlauf der Ermittlungen seine wahren Personalien heraus. Der frühere Raubgeselle des 1803 in Mainz hingerichteten „Schinderhannes“ wurde daraufhin am 11. November 1811 wegen seiner alten Verbrechen an die dortigen französischen Behörden ausgeliefert, die ihn zu lebenslanger Haft verurteilten.